# Quiero (canción de Julio Iglesias)
«Quiero» es una canción interpretada por el cantante español Julio Iglesias. Fue publicada como la canción de apertura del lado B de su séptimo álbum de estudio, El amor (1975).

## Antecedentes
«Quiero» fue escrita por Julio Iglesias, Rafael Ferro y Cecilia para el álbum de estudio de Iglesias, El amor (1975). La canción fue conducida y arreglada por Ferro, y producida por Iglesias. Más tarde, «Quiero» fue publicada en diciembre de 1975 como el lado B de «Abrázame», el segundo sencillo del álbum. Una versión en inglés de la canción, titulada «Forbidden Games», fue publicada el 23 de abril de 1976 en Reino Unido como lado B del sencillo «El amor». «Quiero» se inspiró en la melodía «Romance Anónimo», cuyo autor se desconoce. En 1952, el guitarrista español Narciso Yepes interpretó esta melodía en la película francesa Jeux interdits bajo el título de «Jeux interdits (Romance)». Él afirmó haberla escrito él mismo a la edad de siete años, pero simplemente arregló un trabajo existente que ya había sido lanzado en 1930.

## Posicionamiento

### Gráfica semanal
| Gráfica (1976)                          | Pico de posición |
| --------------------------------------- | ---------------- |
| Argentina (CAPIF)                       | 1                |
| Bélgica (Flandes) (Ultratop 50 Singles) | 6                |
| Bélgica (Valonia) (Ultratop 50 Singles) | 18               |
| Países Bajos (Nederlandse Top 40)       | 9                |
| Países Bajos (Single Top 100)           | 8                |

### Gráfica de fin de año
| Gráfica (1976)                          | Pico de posición |
| --------------------------------------- | ---------------- |
| Bélgica (Flandes) (Ultratop 50 Singles) | 65               |
| Países Bajos (Nederlandse Top 40)       | 85               |
| Países Bajos (Single Top 100)           | 96               |